# Johan Bierens de Haan

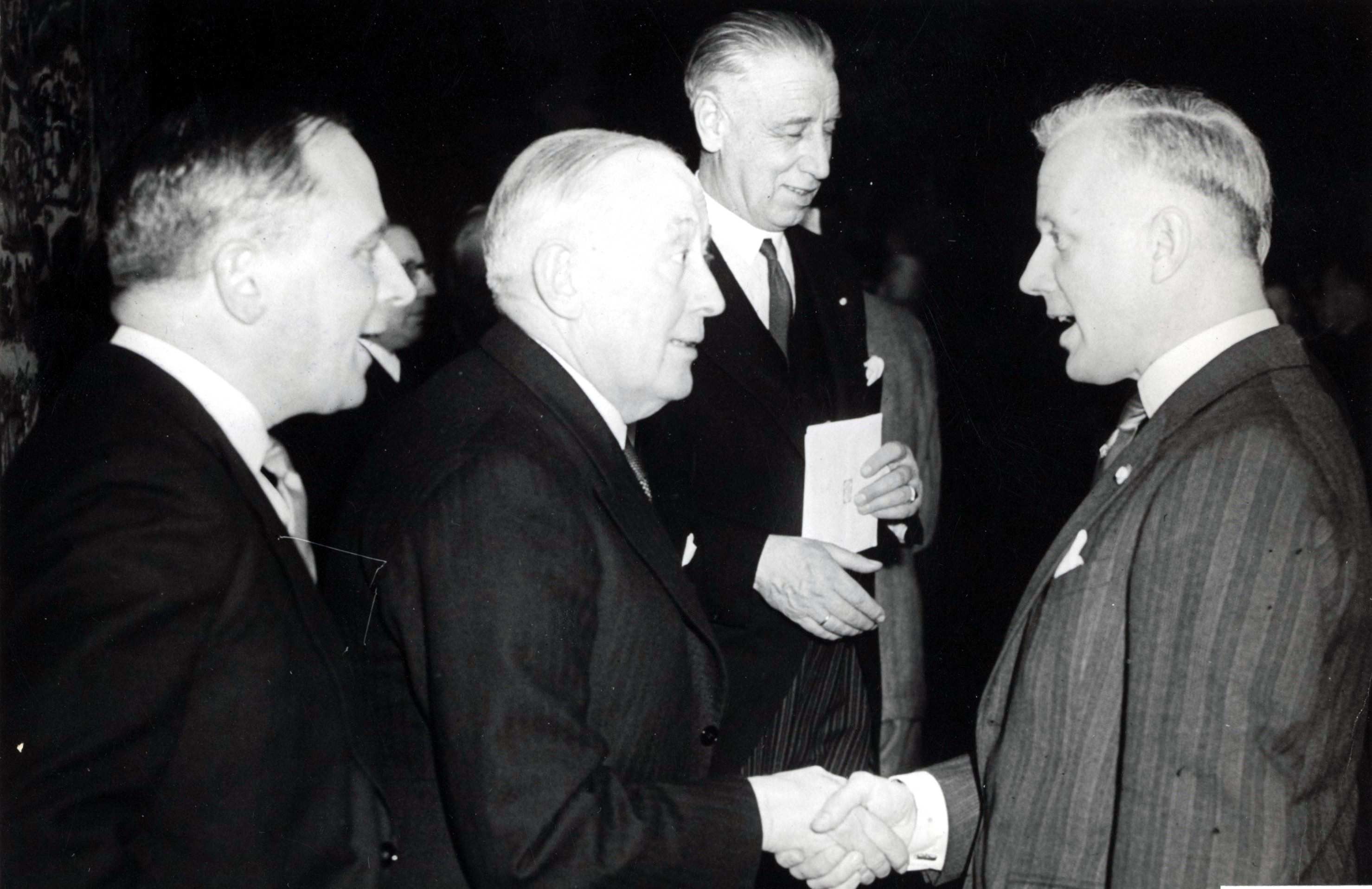
Johan Bierens de Haan (Mitte/vorne, 1951)

Johan(nes) Abraham Bierens de Haan (* 17. März 1883 in Haarlem; † 13. Juni 1958 in Siena, Italien) war ein niederländischer Biologe und Ethologe. Wesentlich früher als seine deutschen Kollegen erforschte er das Zusammenspiel von angeborenem und erlerntem Verhalten.

## Werdegang
Johan Bierens de Haan studierte ab 1901 zunächst Mathematik und Astronomie an der Universität Leiden und absolvierte vier Jahre später sein Examen. Nach Ableistung der Dienstpflicht beim Militär wandte er sich dem Studium der Biologie zu, das er am 14. Januar 1913 mit der Doktorprüfung „cum laude“ abschloss. Seine Doktorarbeit trug den Titel „Over homogene en heterogene versmeltingen bij Echinidenkiemen“ („Über homogene und heterogene Verschmelzungen bei Seeigel-Embryonen“) und war die erste Arbeit auf dem Gebiet der experimentellen Embryologie in den Niederlanden; die Experimente zu seiner Studie hatte Bierens de Hahn in Neapel durchgeführt.
Nach seiner Promotion arbeitete Johan Bierens de Haan von September 1913 bis August 1914 an der Biologischen Versuchsanstalt in Wien. Im Ersten Weltkrieg diente er als Offizier unter anderem im Generalstab; anschließend, von 1919 bis 1921, war er als Zoologe am Handelsmuseum des Koloniaal Instituuts von Amsterdam angestellt. 1921 wechselte er nach Genf, wo er sich bis 1923 am psychologischen Institut von Prof. Édouard Claparède in die Tierpsychologie einarbeitete – ein Fachgebiet, das damals in den Niederlanden (und nicht nur dort) noch nahezu unbekannt war. Zurück in den Niederlanden, wurde Bierens de Haan im Juli 1924 Privatdozent für experimentelle Zoologie an der Universität Amsterdam und wurde so zum ersten Hochschullehrer für die Biologie des Verhaltens in den Niederlanden; er lehrte dieses Fach bis 1939.

## Forschungsthemen
Der Amsterdamer Artis Zoo ermöglichte Bierens de Haan mit einer Vielzahl von Tieren zu experimentieren und Verhaltensbeobachtungen zu machen. Dank dieser guten Arbeitsmöglichkeiten konnte er zwischen 1927 und 1939 zahlreiche Publikationen veröffentlichen, in denen es unter anderem um die Wahrnehmungsfähigkeit von Tieren ging (speziell um ihr Vermögen, Formen zu unterscheiden und zu lernen) sowie um den Gebrauch von Werkzeugen bei Tieren. Seine Untersuchungen galten vor allem Affen und Halbaffen sowie Nasenbären und Waschbären.
Durch seine Untersuchungen wollte er auch die damals noch wenig konkreten Zielsetzungen und die Methoden seines noch sehr jungen Fachgebiets vorantreiben; Freilandexperimente waren damals ziemlich unüblich, viele Forscher begnügten sich im Gefolge des Behaviorismus mit Laborstudien an weißen Ratten. Indem er seine Studien in der halbwegs natürlichen Umgebung der Zoogehege durchführte und überdies auf eine Vielzahl von Tierarten zurückgreifen konnte, war es ihm möglich, die biologische Relevanz der publizierten Laborstudien und deren Deutungen zu überprüfen, mit oft überraschenden Ergebnissen. So entstand 1937 seine Studie „Labyrinth und Umweg. Ein Kapitel aus der Tierpsychologie“, in der er Labor- und Freilandbefunde einander gegenüberstellte und auf diese Weise auch das Zusammenspiel von erlerntem und angeborenem Verhalten gegeneinander abwog.
In zahlreichen Schriften und Vorträgen versuchte er überdies (ähnlich wie Konrad Lorenz in Deutschland und sein – heute bekannterer – niederländischer Kollege Nikolaas Tinbergen), die Verhaltensforschung in den Niederlanden als eigenständigen Zweig der Biologie zu etablieren. In diesem Zusammenhang schenkte er dem Instinktbegriff besonders viel Aufmerksamkeit. In seinem 1940 publizierten Hauptwerk „Die tierischen Instinkte und ihr Umbau durch Erfahrung. Eine Einführung in die allgemeine Tierpsychologie“ ging Bierens de Haan ausgiebig auf die Bedeutung der Begriffe „Instinkt“ und „Intelligenz“ bei Tieren ein und auf deren Zusammenspiel: eine Denkweise, die ihn merklich und – aus heutiger Sicht sehr vorteilhaft – von Nikolaas Tinbergen sowie Konrad Lorenz und deren Fixierung auf rein angeborenes Verhalten unterscheidet. 1945 veröffentlichte Bierens de Haan eine populärwissenschaftliche Zusammenfassung seines Hauptwerkes unter dem Titel „Instinct en intelligentie bij de diren“.
Im Jahr 1938 wurde Bierens de Haan in die Königlich-Niederländische Akademie der Wissenschaften gewählt, deren Sekretariat er alsbald übernahm und dann in dieser Aufgabe bis zu seinem Tod seinen Arbeitsschwerpunkt erblickte. Gleichwohl gilt er heute in den Niederlanden als ein Begründer der Verhaltensforschung. Johan Bierens de Haan starb am 13. Juni 1958 völlig überraschend während einer Urlaubsreise in einem Hotel in Siena.

## Schriften (Auswahl)
- Werkzeuge und Werkzeuggebrauch bei den Tieren. In: Die Naturwissenschaften. Band 15, Nr. 23, 1927, S. 481–487, doi:10.1007/BF01506569.
- Der Stieglitz als Schöpfer. In: Journal für Ornithologie. Band 80, Nr. 1, 1933, S. 1–22, doi:10.1007/BF01932163.
- Probleme des tierischen Instinktes. In: Die Naturwissenschaften. Band 23, Nr. 42, 1935, S. 711–717, doi:10.1007/BF01491141.
- Die tierpsychologische Forschung. Ihre Ziele und Wege. Johann Ambrosius Barth, Leipzig 1935 (Digitalisat).
- Die tierischen Instinkte und ihr Umbau durch Erfahrung: eine Einführung in die allgemeine Tierpsychologie. Brill, Leiden 1940.
- Instinct en intelligentie bij de dieren. Noorduijn, Gorinchem 1945 (2. Auflage 1947).

## Belege
1. ↑  Bierens de Haan, Johannes Abraham (1883–1958). In: Biografisch Woordenboek van Nederland: 1880–2000.

| Personendaten    | Personendaten                                                     |
| ---------------- | ----------------------------------------------------------------- |
| NAME             | Bierens de Haan, Johan                                            |
| ALTERNATIVNAMEN  | Bierens de Haan, Johannes Abraham; Bierens de Haan, Johan Abraham |
| KURZBESCHREIBUNG | niederländischer Biologe und Ethologe                             |
| GEBURTSDATUM     | 17. März 1883                                                     |
| GEBURTSORT       | Haarlem                                                           |
| STERBEDATUM      | 13. Juni 1958                                                     |
| STERBEORT        | Siena, Italien                                                    |